# Shibuya-kei
Shibuya-kei (jap. 渋谷系, dt. etwa: „Shibuya-Stil“) ist ein Untergenre des J-Pop und stammt aus dem Stadtteil Shibuya in Tokio. Es kann am besten als ein Mix aus Jazz, Pop und Elektropop beschrieben werden. 
Mit dem Begriff wurden ursprünglich Flipper's Guitar und Pizzicato Five bezeichnet. Beide Bands sind stark von der französischen Yéyé-Musik beeinflusst. Weitere Einflüsse sind Lounge-Musik und  Bossa Nova. Als das Genre gegen Ende der 1990er Jahre bekannter wurde, begann man auch andere Bands wie Puffy damit zu assoziieren. 
Einige Künstler verweigern die Bezeichnung Shibuya-kei. Das Genre wurde von lokalen Unternehmen wie etwa dem HMV Shibuya unterstützt, das Shibuya-kei-CDs in der Abteilung für traditionelle japanische Musik verkaufte.
Zum Erfolg der Szene beigetragen hat auch, dass die CD-Covers im Stil der 1960er und 1970er Jahre gehalten sind.

## Künstler (Auswahl)
- ACO
- Chocolat
- Denki Groove
- Towa Tei
- Yoshinori Sunahara